# Копичинецький міст
Копичинецький міст або Старочортківський — один із мостів через Серет у Чорткові.

## Відомості
Вперше Старочортківський міст (Копичинецький) згадується на мапі фон Міга, яка датована 1780 роком. Тоді він був дерев'яним.
У період Першої світової війни міст зазнав руйнувань при відступі царсько-російських військ. Згодом інженерними військами Австрійської армії зруйновану споруду було відновлено.
Неодноразово міст згадував чортківець Йозеф Опацький у своєму краєзнавчому виданні «Путівник» за 1931 рік.
У 1938 році міст перебудований польськими інженерами. За основу взято старий дерев'яний австрійський міст і встановлено на нього новий залізний. Всі металічні конструкції з’єднані між собою заклепками.
Під час Другої світової війни міст зазнав мінімальних пошкоджень — у нього влучив тільки один снаряд, слід якого видно й досі.
У радянський період міст був пофарбований у червоний колір. Тепер — сірого кольору.